# Ramon Margalef i López
Ramon Margalef i López (Barcelona, 16 de maig de 1919 - 23 de maig de 2004) fou un biòleg català, que va destacar pel seu treball en els camps de la limnologia, oceanografia i ecologia. És considerat un dels científics més cabdals de la història de Catalunya i dels Països Catalans, a banda de rebre també un gran reconeixement a Espanya i haver estat un dels pilars de l'ecologia del segle xx a nivell mundial.
Obtingué la primera càtedra d'Ecologia a l'Estat espanyol a la Universitat de Barcelona (1967). Va ser membre de nombroses societats científiques, autor de publicacions de renom i va estudiar, entre altres temes, les algues i crustacis de les aigües continentals, el fitoplàncton de la mar Mediterrània (des de la Costa Brava fins al Golf de València), de l'oceà Atlàntic (a les costes de Vigo i afloraments saharians) i de la mar de les Antilles, a més de contribuir amb un ingent treball experimental a entendre el funcionament dels ecosistemes. S'interessà per aspectes de la successió i producció dels ecosistemes i pel paper dels humans en la biosfera, sempre a la recerca de principis unificadors en aquesta disciplina acadèmica.

## Biografia
Va néixer a Barcelona el 16 de maig de 1919, vivint la primera infància al barri de la Ribera de Ciutat Vella. La família s'instal·là el 1927 a Gràcia, al carrer de l'Encarnació 68. El seu pare, Ramon Margalef i Adell, havia nascut a Capçanes, en el si d'una família dedicada a l'activitat vitivinícola que s'arruinà per la fil·loxera a principis del segle XX i emigraren a Barcelona. La seva mare Vicenta López Viu era d'Almudèver, Osca. A la Vila de Gràcia el seu pare construí al jardí de la casa una bassa que esdivingué el principal focus d'interès del jove Margalef. Ja el 1935, quan estava cursant estudis de comerç a l'Escola d'Alts Estudis Mercantils, començà a investigar amb cert rigor la vida de les aigües dolces del que ell anomenava el seu Laboratori d'Hidrobiologia nº1 o la bassa del carrer de l'Encarnació, així com tota mena de basses i estanys dels parcs de la ciutat de Barcelona, el Prat de Llobregat i altres localitats. La guerra civil va interrompre els seus estudis i el març de 1938 fou cridat a files (la lleva de 1940) per l'Exèrcit Popular de la Rebública i enviat al front de l'Ebre. En acabar la guerra en 1939 va haver de complir el servei militar al nou règim militar, a Castella (Segòvia, Valladolid) i encara fins al 1943, hagué de servir d'artiller uns mesos a Ciutat de Mallorca. L'abril de 1943, deslliurat finalment de tota obligació militar, va reprendre definitivament els seus estudis de les aigües mentre treballava a la Mutua General de Seguros. Va iniciar el 1945 la carrera de Ciències Naturals a la Universitat de Barcelona, en la qual es va llicenciar l'any 1949. Tanmateix va ser un autodidacta i les seves primeres publicacions de 1943 ja revelaven el seu talent. Es va doctorar el desembre de 1951 a Madrid, com era preceptiu en aquells temps. Alguns científics destacats d'aquella primera època van adonar-se de l'excel·lència del seu treball. Ell recordava l'inestimable ajut rebut de Carl Faust, un veritable mecenes i fundador del jardí botànic Marimurtra de Blanes, Pius Font i Quer, primer director de l'Institut Botànic de Barcelona, Francisco García del Cid Arias, professor de zoologia a la Universitat de Barcelona i primer director del Instituto de Investigaciones Pesqueras, Miquel Massutí Alzamora, director del Laboratori Oceanogràfic de Balears i José María Albareda Herrera, primer secretari del Consell Superior d'Investigacions Científiques (CSIC), entre d'altres. El desembre de 1944 obtingué una beca del CSIC que li permeté abandonar la Mútua de Seguros i iniciar els estudis universitaris. Fins al 1951 va estar adscrit com a becari a l'Institut de Biología Aplicada del CSIC. Amb el doctorat enllestit, optà el 1952 a la plaça d'investigador al recentment creat Instituto de Investigaciones Pesqueras també del CSIC on hi va treballar fins al 1975.
Va ser director d'aquest institut entre 1965 i 1967, època que coincideix amb el reconeixement internacional de la tasca científica dels diferents laboratoris.
El 1967 es convertí en el primer catedràtic d'ecologia d'Espanya, a la Universitat de Barcelona, on va constituir el Departament d'Ecologia i des del qual formà un bon nombre d'ecòlegs, limnòlegs i oceanògrafs. El 1986 s'hagué de retirar com a professor i el 1987 la Universitat de Barcelona l'anomenà professor emèrit, càrrec que ocupà fins a l'any 1992.
Ramon Margalef traspassà a Barcelona el 23 de maig de 2004.
L'any 2005, la Facultat de Biologia de la Universitat de Barcelona va acordar que el seu edifici principal dugués el nom de Ramon Margalef, a qui es considera un dels seus més il·lustre membres. L'any 2014 la Universitat de Barcelona, la Facultat de Biologia i el Departament d'Ecologia de la UB, van fer un tribut de reconeixement a Margalef amb diferents activitats, com l'obra de teatre escrita per Gaston Gilabert sobre la biografia d'aquest biòleg, L'aventura de la vida. L'Ajuntament de Barcelona el recorda amb una placa a la casa on visqué entre 1952 i 1981, en el número 31 de la Ronda del Guinardó.

## Recerca científica

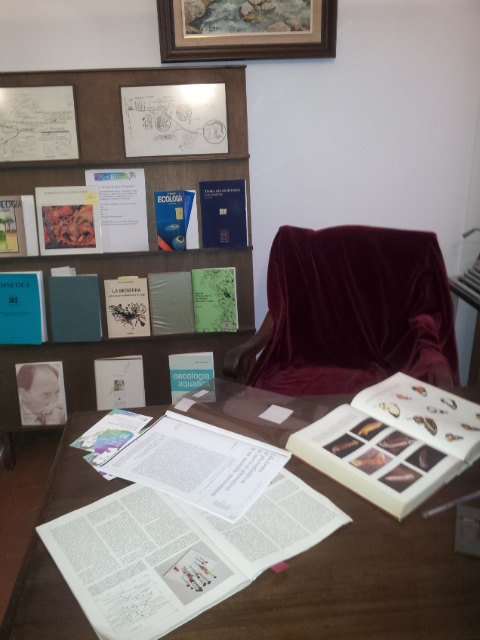
Despatx docent del Dr. Margalef a la Facultat de Biologia de la Universitat de Barcelona.

Va publicar més de quatre-cents articles en revistes cienífiques nacionals i internacionals sobre biologia marina, limnologia i ecologia general. Són nombrossisims els articles de divulgació en les revistes més diverses, i és autor també d'un bon grapat de llibres divulgatius de diversos temes de biologia i ecologia, incloent un text per a l'ensenyament secundari. Però on excel·leix com autor és en el llibre de text Ecologia (1974, 951 pàg.) i Limnologia (1983, 1010 pàg.), que han sigut un referent nacional i internacional de les universitats de parla hispana. Dels primers anys de recerca cal destacar el gran esforç per determinar la flora i fauna de les aigües dolces i marines (Organismos Indicadores en Limnologia, 1955; Introducció al estudio del plancton marino, 1950), amb la descripció de moltes espècies, algunes noves per a la ciència. L'estudi del plàncton marí a la Costa Brava, Castelló i Vigo l'ocupà intensament fins als anys de la dècada de 1960, interessant-se ràpidament en la dinàmica de l'ecosistema marí i els cicles estacionals de producció. El seu article de 1957 La teoria de la información en Ecologia publicat per la Real Acadèmia de Ciències i Arts de Barcelona tingué un gran ressò internacional i fou traduït de seguida a l'anglès. El llibre publicat a Chicago el 1967 Perpectives in ecological theory ha esdevingut una de les obres d'ecologia de més impacte. Participà amb l'Institut Royal des Sciences Naturelles de Belgique en les campanyes oceanogràfiques dels vaixells Eupen (1963) i Mechelen (1965) per la mar Tirrena i l'Atlàntic davant la costa del Marroc. Al Carib treballà a l'Instituto de Biologia Marina de la Universitat de Puerto Rico a Mayagüez (1958) i a Veneçuela, a l'Estación de Investigaciones Marinas de Margarita, on tingué la possibilitat de fer campanyes oceanogràfiques amb altres investigadors de Barcelona i Vigo. Ja en el vaixell oceanogràfic espanyol Cornide de Saavedra (1970) dedicà els esforços per entendre l'enorme fertilitat davant la costa del Sàhara, desvetllant conjuntament amb un equip internacional el fenomen de l'aflorament d'aigua profunda, en una zona que, per cert, s'hi acumulava una important flota pesquera d'España i altres països.
És destacable l'aplicació que fa de la teoria de la informació a l'ecologia, establint que el funcionament dels ecosistemes depèn de la combinació del cicle de la matèria i el flux d'energia i, com a resultat d'aquesta interacció, es produeix una acumulació d'informació en forma d'estructura. També ha investigat els processos associats a la successió i evolució dels ecosistemes, primer en models experimentals (recipients amb les variables controlades) i després recollint dades de tot tipus d'ambients.
No només va excel·lir com a naturalista, sinó que va ser capaç de relacionar diferents aspectes de les matemàtiques, la física o la química amb la biologia. Es va interessar sobre les aplicacions a l'ecologia de models matemàtics per descriure l'ecosistema, en aspectes com dinàmica de les poblacions, les al·lomètries, la turbulència o la imprevisibilitat dels canvis ambientals, sempre sota la estricta mirada de la termodinàmica. És coneguda també la seva faceta de constructor d'artefactes: es va construir el seu primer microscopi a partir de peces de segona mà; va inventar alguns aparells (amb patent i tot) per al cultiu d'algues, així com sistemes per a facilitar una recol·lecció i filtració ràpides i àgils de les mostres daigua. Igualment, abans que IBM popularitzés les fitxes perforades, va idear diversos enginys per facilitar el processament de les immenses llistes d'organismes del plancton amb les que sovint havia d'enfrontar-se. Aplicava a l'ecologia una frase popular en la física:
| « | Un bon ecòleg ha de ser capaç de collar cargols amb un martell i clavar claus amb un tornavís. | » |

Va rebre nombrosos guardons, com són la primera edició del Premi Huntsman, considerat el «Premi Nobel» en oceanografia (1980), el Premi Nacional d'Investigació Santiago Ramón y Cajal (1983), la medalla Narcís Monturiol (1983), el Naumann-Thienemann de limnologia (1983), el Premi Alexander von Humboldt (1990), la Creu de Sant Jordi (1997), el Premi Rainiero III de Mònaco (1998), la Medalla d'Or del CSIC (2002) i la Medalla d'Or de la Generalitat de Catalunya en reconeixement de la seva tasca investigadora (2003). El 2004 la Generalitat de Catalunya creà el Premi Ramon Margalef d'Ecologia.
Va rebre diversos doctorats honoris causa per les universitats d'Aix-Marsella (França, 1973), l'Institut Químic de Sarrià (1983), Laval (Quebec, Canadà, 1987), Nacional de Luján (Argentina, 1994) i Alacant (Espanya, 1999). Juntament amb Santiago Ramón y Cajal i Severo Ochoa és considerat un dels tres científics més importants del segle xx a Espanya. Diverses espècies biològiques han estat anomenades en honor seu com l'alga Picarola margalefii trobada per primer cop en aigües mediterrànies i que pertany al grup dels cocolitòfors.

## Obres
- Comunidades Naturales (1962)
- Perspectives in ecological theory (1968)
- Ecología (1974)[6]
- La biosfera (1980)
- Limnología (1983)
- Teoría de los sistemas ecológicos (1991)
- Our Biosphere (1997)